# Вейдовский, Франц
Франц Вейдовский, или Франтишек Вейдовский (Franz Vejdovsky, František Vejdovský) — чешский зоолог.

## Биография
Родился в 1849 году. Изучал естественные науки в Праге, с 1877 года приват-доцент, с 1884 года профессор зоологии в Чешском университете в Праге. Научные труды Вейдовского касаются преимущественно анатомии и эмбриологии низших животных, в особенности же кольчатых и других червей. Впервые описал тип беспозвоночных животных — волосатики.

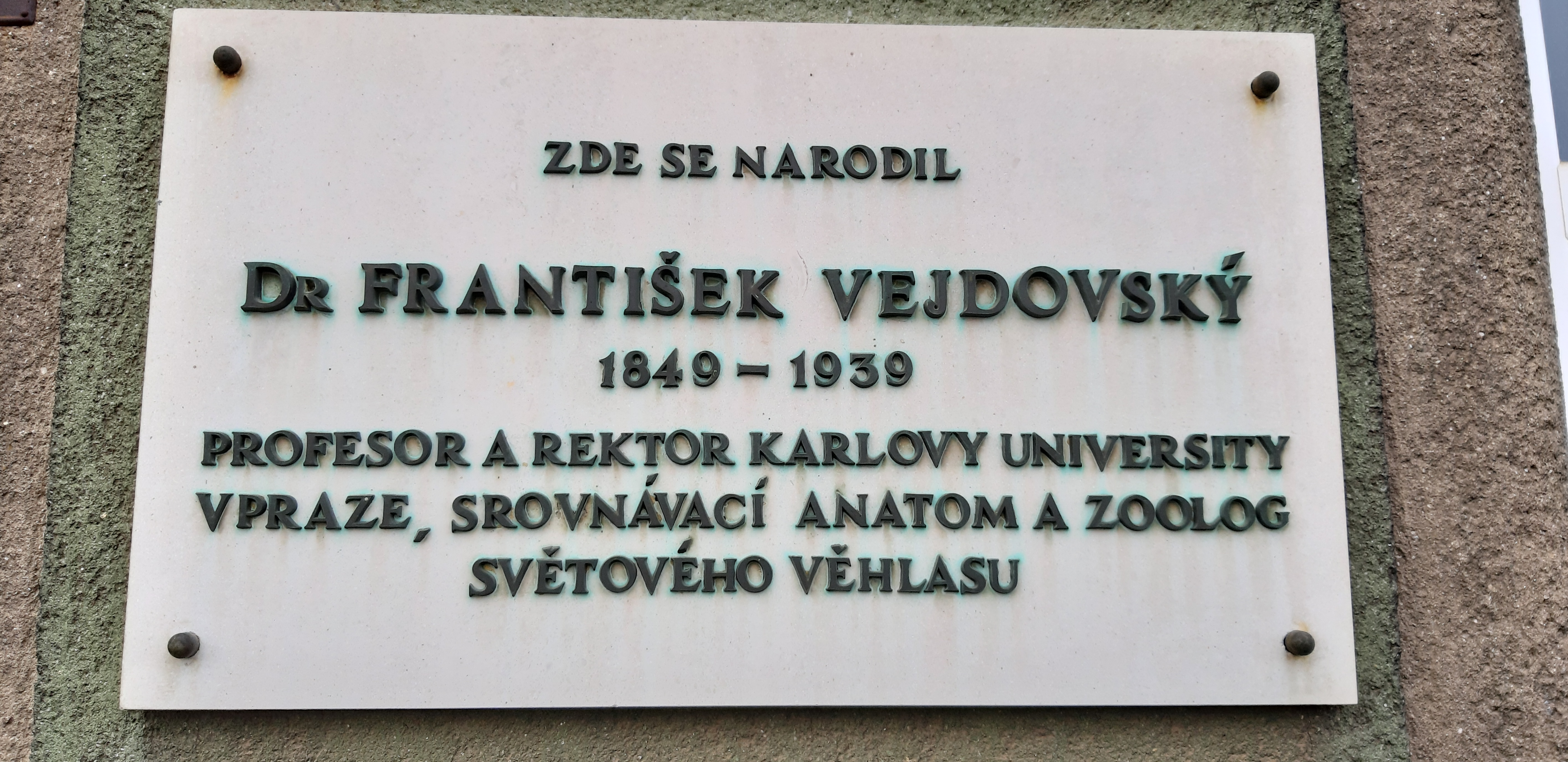
Мемориальная доска на доме в Коуржиме.

## Публикации
- «Monographie der Enchytraeiden» (1879);
- «System und Morphologie der Oligochaeten» (1884);
- «Zur vergleichenden Morphologie der Turbellarien» (1895).